# Pseudluperina pozzii
Pseudluperina pozzii is een vlinder uit de familie uilen (Noctuidae). De wetenschappelijke naam is voor het eerst geldig gepubliceerd in 1883 door Curo.
De soort komt voor in Europa.